# Sijačica
Sijačica (lat. Sporobolus) je biljni rod iz porodice trava. Rod se sastoji se od 225 vrsta, a u njega su uključeni i rodovi Crypsis (trnica), Calamovilfa i Spartina (metličica). 
U Hrvatskoj rastu bodljasta trnica (Sporobolus aculeatus), repkasta trnica (Sporobolus alopecuroides) i razgranjena trnica (Sporobolus schoenoides) iz roda Crypsis, i primorska metličica (Sporobolus maritimus) i raznobojna metličica (Sporobolus versicolor) iz roda Spartina.

## Vrste
1. Sporobolus acinifolius Stapf
2. Sporobolus actinocladus (F.Muell.) F.Muell.
3. Sporobolus aculeatus (L.) P.M.Peterson
4. Sporobolus acuminatus (Trin.) Hack.
5. Sporobolus adustus (Trin.) Roseng.
6. Sporobolus advenus (Stapf) P.M.Peterson
7. Sporobolus aeneus (Trin.) Kunth
8. Sporobolus africanus (Poir.) Robyns & Tournay
9. Sporobolus agrostoides Chiov.
10. Sporobolus airiformis Chiov.
11. Sporobolus airoides (Torr.) Torr.
12. Sporobolus albicans Nees
13. Sporobolus aldabrensis Renvoize
14. Sporobolus alopecuroides (Piller & Mitterp.) P.M.Peterson
15. Sporobolus alterniflorus (Loisel.) P.M.Peterson & Saarela
16. Sporobolus amaliae Veldkamp
17. Sporobolus angustifolius A.Rich.
18. Sporobolus apiculatus Boechat & Longhi-Wagner
19. Sporobolus arabicus Boiss.
20. Sporobolus arcuatus (K.E.Rogers) P.M.Peterson
21. Sporobolus arenicola P.M.Peterson
22. Sporobolus atrovirens (Kunth) Kunth
23. Sporobolus australasicus Domin
24. Sporobolus bahamensis Hack.
25. Sporobolus bakeri (Merr.) P.M.Peterson & Saarela
26. Sporobolus balansae Henrard
27. Sporobolus bechuanicus Gooss.
28. Sporobolus birandianus (Dogan) comb.ined.
29. Sporobolus blakei De Nardi ex B.K.Simon
30. Sporobolus bogotensis Swallen & García-Barr.
31. Sporobolus borszczowii (Regel) P.M.Peterson
32. Sporobolus bosseri A.Camus
33. Sporobolus brevipilis (Torr.) P.M.Peterson
34. Sporobolus brockmanii Stapf
35. Sporobolus buckleyi Vasey
36. Sporobolus caespitosus Kunth
37. Sporobolus capillaris Miq.
38. Sporobolus caroli Mez
39. Sporobolus centrifugus (Trin.) Nees
40. Sporobolus ciliatus J.Presl
41. Sporobolus clandestinus (Biehler) Hitchc.
42. Sporobolus coahuilensis J.Valdés
43. Sporobolus coarctatus (Trin.) P.M.Peterson & Saarela
44. Sporobolus collettii (Hook.f.) Bor
45. Sporobolus compactus Clayton
46. Sporobolus compositus (Poir.) Merr.
47. Sporobolus confinis (Steud.) Chiov.
48. Sporobolus congoensis Franch.
49. Sporobolus conrathii Chiov.
50. Sporobolus consimilis Fresen.
51. Sporobolus contiguus S.T.Blake
52. Sporobolus contractus Hitchc.
53. Sporobolus copei Verloove
54. Sporobolus cordofanus (Hochst. ex Steud.) Hérincq ex Coss.
55. Sporobolus coromandelianus (Retz.) Kunth
56. Sporobolus creber De Nardi
57. Sporobolus crucensis Renvoize
58. Sporobolus cryptandrus (Torr.) A.Gray
59. Sporobolus cubensis Hitchc.
60. Sporobolus curtissii (Vasey) Small
61. Sporobolus cynosuroides (L.) P.M.Peterson & Saarela
62. Sporobolus densiflorus (Brongn.) P.M.Peterson & Saarela
63. Sporobolus diandrus (Retz.) P.Beauv.
64. Sporobolus dinklagei Mez
65. Sporobolus discosporus Nees
66. Sporobolus disjunctus R.Mills ex B.K.Simon
67. Sporobolus distichivaginatus R.W.Pohl
68. Sporobolus domingensis (Trin.) Kunth
69. Sporobolus durus Brongn.
70. Sporobolus eatonianus P.M.Peterson & Saarela
71. Sporobolus elatior Bosser
72. Sporobolus elongatus R.Br.
73. Sporobolus engleri Pilg.
74. Sporobolus factorovskyi (Eig) P.M.Peterson
75. Sporobolus farinosus Hosok.
76. Sporobolus fertilis (Steud.) Clayton
77. Sporobolus festivus Hochst. ex A.Rich.
78. Sporobolus fibrosus Cope
79. Sporobolus fimbriatus (Trin.) Nees
80. Sporobolus flexuosus (Thurb. ex Vasey) Rydb.
81. Sporobolus floridanus Chapm.
82. Sporobolus foliosus (Trin.) P.M.Peterson & Saarela
83. Sporobolus fourcadei Stent
84. Sporobolus geminatus Clayton
85. Sporobolus giganteus Nash
86. Sporobolus gloeoclados Cope
87. Sporobolus hadjikyriakou (Raus & H.Scholz) P.M.Peterson
88. Sporobolus hajrae P.Umam. & P.Daniel
89. Sporobolus halophilus Bosser
90. Sporobolus hancei Rendle
91. Sporobolus harmandii Henrard
92. Sporobolus helvolus (Trin.) T.Durand & Schinz
93. Sporobolus heterolepis (A.Gray) A.Gray
94. Sporobolus hians Van Schaack
95. Sporobolus hildebrandtii Mez
96. Sporobolus hintonii W.Hartley
97. Sporobolus hookerianus P.M.Peterson & Saarela
98. Sporobolus humilis J.Presl
99. Sporobolus indicus (L.) R.Br.
100. Sporobolus infirmus Mez
101. Sporobolus interruptus Vasey
102. Sporobolus ioclados (Nees ex Trin.) Nees
103. Sporobolus ivakoanyensis A.Camus
104. Sporobolus junceus (P.Beauv.) Kunth
105. Sporobolus kentrophyllus (K.Schum.) Clayton
106. Sporobolus kerrii Bor
107. Sporobolus lanuginellus Maire
108. Sporobolus lasiophyllus Pilg.
109. Sporobolus latzii B.K.Simon
110. Sporobolus laxus B.K.Simon
111. Sporobolus lenticularis S.T.Blake
112. Sporobolus linearifolius Nicora
113. Sporobolus linearis Mez
114. Sporobolus ludwigii Hochst.
115. Sporobolus macranthelus Chiov.
116. Sporobolus macrospermus Scribn. ex Beal
117. Sporobolus maderaspatanus Bor
118. Sporobolus maritimus (Curtis) P.M.Peterson & Saarela
119. Sporobolus maximus Hauman
120. Sporobolus megalospermus (F.Muell. ex Benth.) P.M.Peterson
121. Sporobolus mendocinus Méndez
122. Sporobolus metallicola Longhi-Wagner & Boechat
123. Sporobolus michauxianus (Hitchc.) P.M.Peterson & Saarela
124. Sporobolus micranthus (Steud.) T.Durand & Schinz
125. Sporobolus microprotus Stapf
126. Sporobolus mildbraedii Pilg.
127. Sporobolus minimus Cope
128. Sporobolus minuartioides (Bornm.) P.M.Peterson
129. Sporobolus minutus Link
130. Sporobolus mirabilis Pilg.
131. Sporobolus mitchellii (Trin.) C.E.Hubb.apud S.T.Blake
132. Sporobolus mobberleyanus P.M.Peterson & Saarela
133. Sporobolus moelleri Hack.
134. Sporobolus monandrus Roseng., B.R.Arrill. & Izag.
135. Sporobolus montanus Engl.
136. Sporobolus montevidensis (Arechav.) P.M.Peterson & Saarela
137. Sporobolus mopane Cope
138. Sporobolus multinodis Hack.
139. Sporobolus multiramosus Longhi-Wagner & Boechat
140. Sporobolus myrianthus Benth.
141. Sporobolus natalensis (Steud.) T.Durand & Schinz
142. Sporobolus nealleyi Vasey
143. Sporobolus nebulosus Hack.
144. Sporobolus neglectus Nash
145. Sporobolus nervosus Hochst.
146. Sporobolus nesiotioides Longhi-Wagner, R.J.V.Alves & N.G.Silva
147. Sporobolus niliacus (Fig. & De Not.) P.M.Peterson
148. Sporobolus nitens Stent
149. Sporobolus novoguineensis Baaijens
150. Sporobolus olivaceus Napper
151. Sporobolus osceolensis E.L.Bridges & Orzell
152. Sporobolus oxyphyllus Fish
153. Sporobolus palmeri Scribn.
154. Sporobolus pamelae B.K.Simon
155. Sporobolus panicoides A.Rich.
156. Sporobolus paniculatus (Trin.) T.Durand & Schinz
157. Sporobolus partimpatens R.Mills ex B.K.Simon
158. Sporobolus pauciflorus A.Chev.
159. Sporobolus pectinatus Hack.
160. Sporobolus pectinellus Mez
161. Sporobolus pellucidus Hochst.
162. Sporobolus perrieri A.Camus
163. Sporobolus phleoides Hack. ex Stuck.
164. Sporobolus piliferus (Trin.) Kunth
165. Sporobolus pinetorum Weakley & P.M.Peterson
166. Sporobolus platensis Parodi
167. Sporobolus potosiensis Wipff & S.D.Jones
168. Sporobolus pseudairoides Parodi
169. Sporobolus pseudobiflorus Chiov.
170. Sporobolus pulchellus R.Br.
171. Sporobolus pumilus (Roth) P.M.Peterson & Saarela
172. Sporobolus pungens (Schreb.) Kunth
173. Sporobolus purpurascens (Sw.) Ham.
174. Sporobolus pyramidalis P.Beauv.
175. Sporobolus pyramidatus (Lam.) Hitchc.
176. Sporobolus quadratus Clayton
177. Sporobolus ramigerus (F.Muell.) R.L.Barrett & P.M.Peterson
178. Sporobolus rangei Pilg.
179. Sporobolus recurvatus Boechat & Longhi-Wagner
180. Sporobolus rigens (Trin.) Desv.
181. Sporobolus rigidifolius (Trin.) Mez ex Veldkamp
182. Sporobolus rigidus (Buckley) P.M.Peterson
183. Sporobolus robustus Kunth
184. Sporobolus ruspolianus Chiov.
185. Sporobolus salsus Mez
186. Sporobolus sanguineus Rendle
187. Sporobolus scabridus S.T.Blake
188. Sporobolus schoenoides (L.) P.M.Peterson
189. Sporobolus sciadocladus Ohwi
190. Sporobolus scitulus Clayton
191. Sporobolus sessilis B.K.Simon
192. Sporobolus silveanus Swallen
193. Sporobolus somalensis Chiov.
194. Sporobolus spartinus (Trin.) P.M.Peterson & Saarela
195. Sporobolus spicatus (Vahl) Kunth
196. Sporobolus spiciformis Swallen
197. Sporobolus splendens Swallen
198. Sporobolus stapfianus Gand.
199. Sporobolus stolzii Mez
200. Sporobolus subglobosus Stapf ex C.E.Hubb., A.Chev.
201. Sporobolus subtilis Kunth
202. Sporobolus subulatus Hack. ex Scott Elliot
203. Sporobolus sumatranus Ohwi
204. Sporobolus temomairemensis Judz. & P.M.Peterson
205. Sporobolus tenellus (Spreng.) Kunth
206. Sporobolus tenuissimus (Schrank) Kuntze
207. Sporobolus teretifolius R.M.Harper
208. Sporobolus testudinum Renvoize
209. Sporobolus tetragonus Bor
210. Sporobolus texanus Vasey
211. Sporobolus tharpii Hitchc.
212. Sporobolus tourneuxii Coss.
213. Sporobolus trichodes Hitchc.
214. Sporobolus tsiafajavonensis A.Camus
215. Sporobolus turkestanicus (Eig) P.M.Peterson
216. Sporobolus uniglumis Stent & Rattray
217. Sporobolus vaginiflorus (Torr. ex A.Gray) Alph.Wood
218. Sporobolus vaseyi P.M.Peterson
219. Sporobolus versicolor (Fabre) P.M.Peterson & Saarela
220. Sporobolus virginicus (L.) Kunth
221. Sporobolus viscidus Sohns
222. Sporobolus wallichii Munro ex Trimen
223. Sporobolus welwitschii Rendle
224. Sporobolus wrightii Munro ex Scribn.
225. Sporobolus ×anglicus (C.E.Hubb.) P.M.Peterson & Saarela
226. Sporobolus ×longispicus (Hauman & Parodi ex St.-Yves) P.M.Peterson & Saarela
227. Sporobolus ×onubensis (Sánchez Guillón, M.D.Infante & B.Gallego) comb.ined.
228. Sporobolus ×townsendii (H.Groves & J.Groves) P.M.Peterson & Saarela